# 塔利亚什
塔利亚什是葡萄牙布拉干萨区的一个堂区。总面积43.12645平方公里，总人口417人，人口密度9.6人/平方公里。